# Aquädukt und Grotte von Lednice

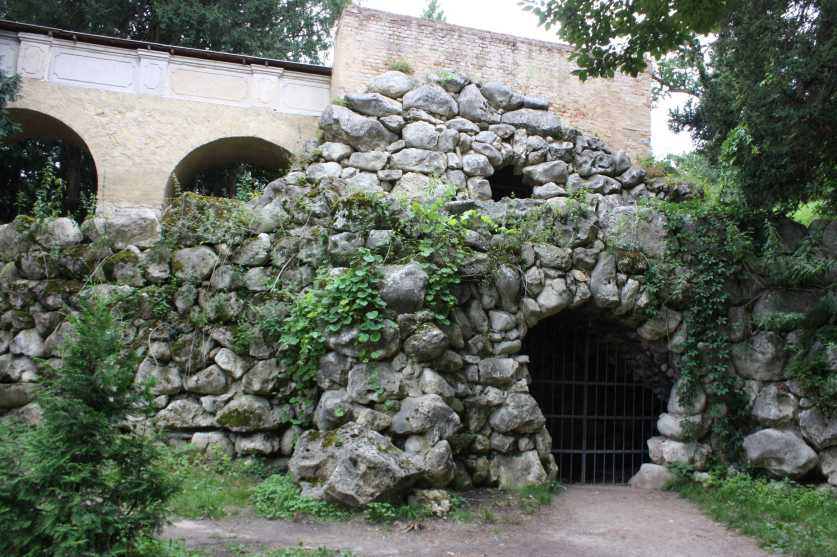
Ausgangspunkt: Die Grotte

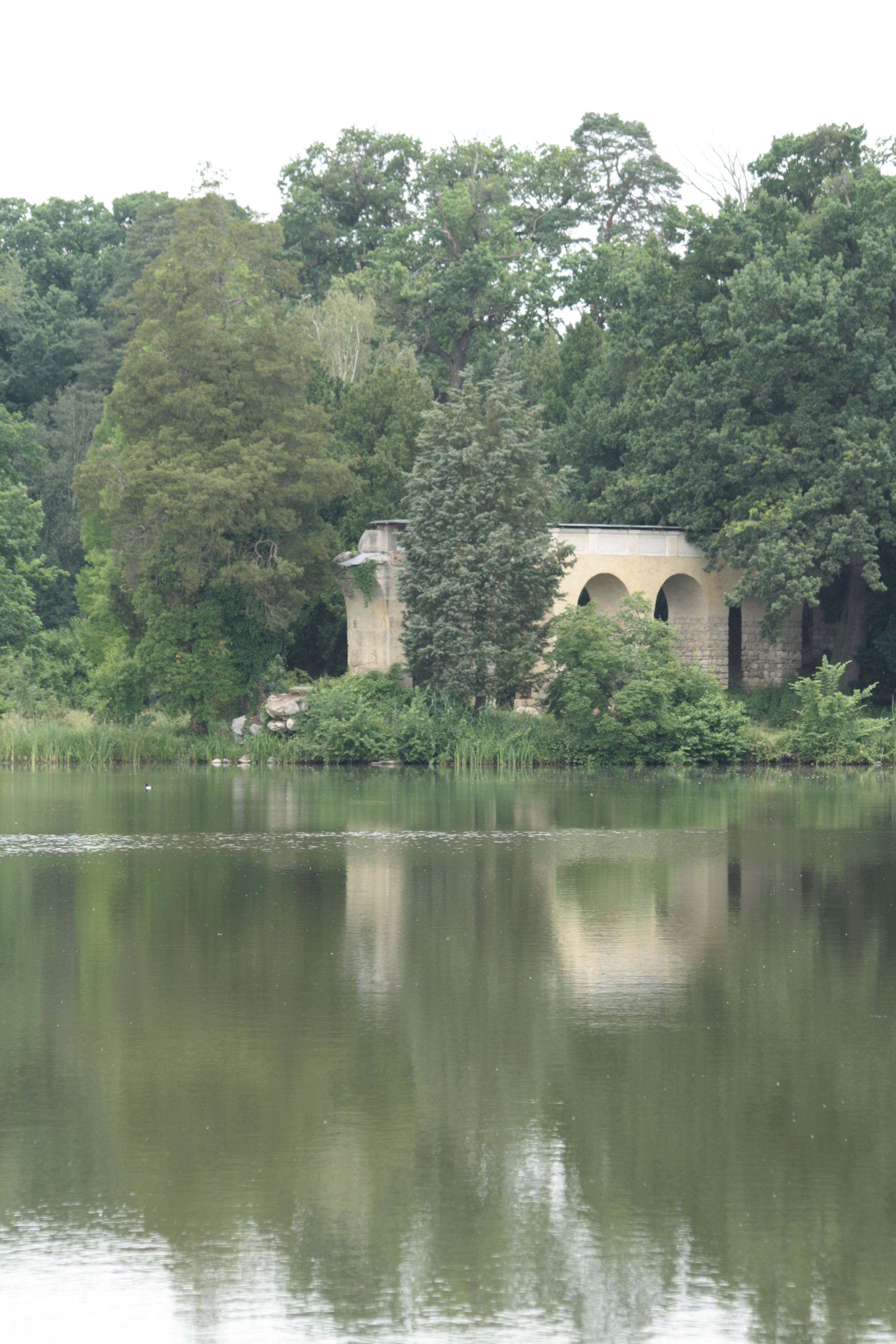
Endpunkt: Der (ehemalige) Wasserfall

Aquädukt und Grotte von Lednice (tschechisch: Akvadukt a Jeskyně ) ist ein Staffagebauwerk im Park des Schlosses Lednice (deutsch: Eisgrub) in der Kulturlandschaft Lednice-Valtice und damit Bestandteil des UNESCO-Welterbes.

## Geografische Lage
Das Bauwerk liegt am Schlossteich im Park des Schlosses Lednice. Zwischen Schloss und Aquädukt besteht eine Sichtbeziehung.

## Bauwerk
Das Bauwerk wurde 1805 bis 1811 unter Fürst Alois I. von Liechtenstein errichtet, eine Zeit, in der der Park des Schlosses in einen englischen Landschaftspark umgestaltet wurde. Das Aquädukt nimmt seinen Ausgang von einem aus Felsen künstlich aufgetürmten Hügel, in dem sich eine Höhle befindet. Von hier führte es das Wasser über acht Bögen an den Rand des Schlossteichs, in den das Wasser sich mit einem Wasserfall hinein ergoss. Die Technik zum Betrieb der Anlage stammte von Gabriel Burda und ist heute nicht mehr betriebsfähig. Der ausführende Architekt war Joseph Hardtmuth. Die Grotte wurde in einer zweiten Bauphase angefügt. Sie enthält ein Kenotaph. Übernommen wurde damit detailgenau ein Entwurf von Johann Jakob Wagner, der ihn in einem Heft des Jahrgangs 1797 der Zeitschrift Ideenmagazin für Liebhaber von Gärten, englischen Anlagen und für Besitzer von Landgütern veröffentlicht hatte.